# Ígor Stravinski
Ígor Fiódorovitch Stravinski (em russo:  И́горь Фёдорович Страви́нский; Oranienbaum, 17 de junho de 1882 – Nova Iorque, 6 de abril de 1971) foi um compositor, pianista e maestro russo, considerado por muitos um dos compositores mais importantes e influentes do século XX. Além do reconhecimento que obteve pelas suas composições, ficou ainda famoso como pianista e maestro, estando nessa condição muitas vezes nas estreias das suas obras.
Nascido em uma família musical em São Petersburgo, Rússia, Stravinski cresceu tendo aulas de piano e teoria musical. Enquanto estudava direito na Universidade de São Petersburgo, conheceu Nikolai Rimsky-Korsakov e estudou música com ele até a morte deste em 1908. Stravinski conheceu o empresário Serguei Diaguilev logo depois, que encomendou ao compositor a escrita de três balés para as temporadas parisienses do Ballets Russes: O Pássaro de Fogo (1910), Petrushka (1911) e A Sagração da Primavera (1913), o último dos quais causou quase um tumulto na estreia devido à sua natureza vanguardista e mais tarde mudou a maneira como os compositores entendiam a estrutura rítmica.
A carreira composicional de Stravinski é frequentemente dividida em três períodos principais: seu período russo (1913-1920), seu período neoclássico (1920-1951) e seu período serial (1954-1968). Durante seu período russo, Stravinski foi fortemente influenciado por estilos e folclore russos. Obras como Renard (1916) e Les Noces (1923) se basearam na poesia popular russa, enquanto composições como L'Histoire du soldat (1918) integraram esses elementos populares com formas musicais populares, incluindo o tango, a valsa, o ragtime e o coral. Seu período neoclássico exibiu temas e técnicas do período clássico, como o uso da forma sonata em seu Octeto (1923) e o uso de temas mitológicos gregos em obras como Apollon Musagète (1927), Oedipus Rex (1927) e Perséfone (1935). Em seu período serial, Stravinski voltou-se para técnicas composicionais da Segunda Escola Vienense, como a técnica dodecafônica de Arnold Schönberg. In Memoriam Dylan Thomas (1954) foi a primeira de suas composições a ser totalmente baseada nessa técnica, e Canticum Sacrum (1956) foi a primeira a ser baseada em uma série de tons. A última grande obra de Stravinski foi os Cânticos de Réquiem (1966), que foram executados em seu funeral.
Enquanto muitos apoiadores ficavam confusos com as constantes mudanças estilísticas de Stravinski, escritores posteriores reconheceram sua linguagem versátil como importante no desenvolvimento da música modernista. As ideias revolucionárias de Stravinski influenciaram compositores tão diversos quanto Aaron Copland, Philip Glass, Béla Bartók e Pierre Boulez, que foram todos desafiados a inovar a música em áreas além da tonalidade, especialmente ritmo e forma musical. Em 1998, a revista Time listou Stravinski como uma das 100 pessoas mais influentes do século. Stravinski morreu de edema pulmonar em 6 de abril de 1971 na cidade de Nova Iorque, tendo deixado seis memórias escritas com seu amigo e assistente Robert Craft, bem como uma autobiografia anterior e uma série de palestras.

## Biografia

### Rússia: 1882–1901

Brasão da família polonesa Soulima, da qual descende a família de Stravinski

Igor Fyodorovich Stravinski nasceu em Oranienbaum, Rússia — uma cidade agora chamada Lomonosov, cerca de trinta milhas (cinquenta quilômetros) a oeste de São Petersburgo — em 17 de junho de 1882. Sua mãe, Anna Kirillovna Stravinskaia (nascida Kholodovskaia), era uma cantora e pianista amadora de uma família estabelecida de proprietários de terras. Seu pai, Fyodor Ignatyevich Stravinski, era um famoso baixo no Teatro Mariinski em São Petersburgo, descendente de uma linhagem de proprietários de terras poloneses. O nome "Stravinski" é de origem polonesa, derivado do rio Strava na Comunidade Polaco-Lituana. A família era originalmente chamada de "Soulima-Stravinski", portando o brasão Soulima, mas "Soulima" foi abandonado após a anexação da Rússia durante as partições da Polônia.
Oranienbaum, o local de nascimento do compositor, era onde sua família passava férias durante os verões; sua residência principal era um apartamento ao longo do Canal Kryukov, no centro de São Petersburgo, perto do Teatro Mariinski. Stravinski foi batizado horas após o nascimento e se juntou à Igreja Ortodoxa Russa na Catedral de São Nicolau. Constantemente com medo de seu pai mal-humorado e indiferente em relação à mãe, Igor viveu lá pelos primeiros 27 anos de sua vida com três irmãos: Roman e Yuri, seus irmãos mais velhos que o irritavam imensamente, e Guri, seu irmão mais novo próximo com quem ele disse que encontrou "o amor e a compreensão negados a nós por nossos pais". Ígor foi educado pela governanta da família até os onze anos, quando começou a frequentar o Segundo Ginásio de São Petersburgo, uma escola que ele se lembrava de odiar porque tinha poucos amigos.
Desde os nove anos, Stravinski estudou em particular com um professor de piano. Mais tarde, ele escreveu que seus pais não viam nele nenhum talento musical devido à sua falta de habilidades técnicas; o jovem pianista frequentemente improvisava em vez de praticar as peças designadas. A excelente habilidade de leitura à primeira vista de Stravinski o levou a ler frequentemente partituras vocais da vasta biblioteca pessoal de seu pai. Por volta dos dez anos, ele começou a assistir regularmente a apresentações no Teatro Mariinsky, onde foi apresentado ao repertório russo, bem como à ópera italiana e francesa; aos dezesseis, ele assistia aos ensaios no teatro cinco ou seis dias por semana. Aos quatorze anos, Stravinski dominou a parte solo do Concerto para Piano nº 1 de Mendelssohn e, aos quinze anos, transcreveu para piano solo um quarteto de cordas de Alexander Glazunov.

### Ensino Superior: 1901–1909

#### Composições dos alunos

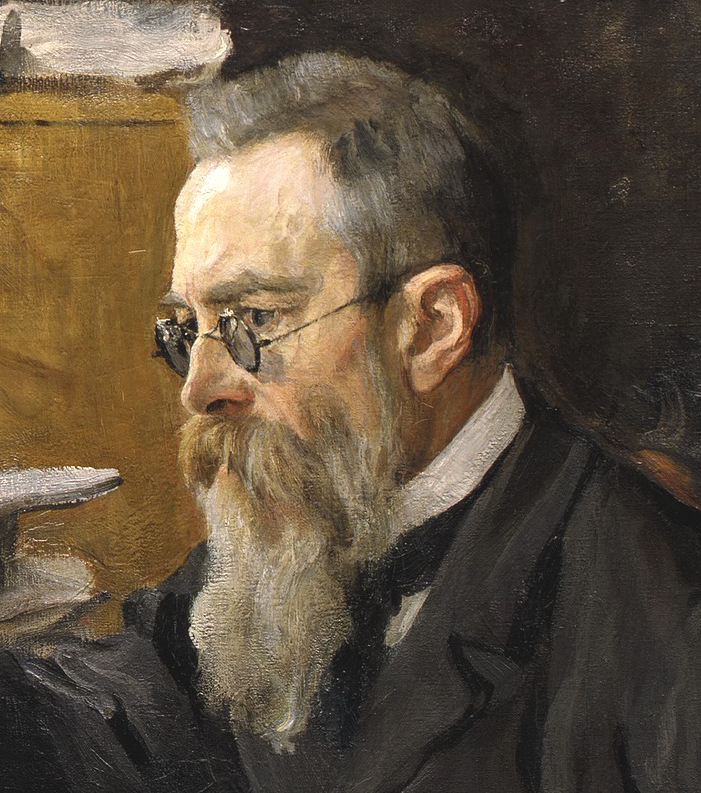
Nikolai Rimsky-Korsakov, pintado por Valentin Serov em 1898

Apesar de sua paixão e habilidade musical, os pais de Stravinski esperavam que ele estudasse direito na Universidade de São Petersburgo, e ele se matriculou lá em 1901. No entanto, de acordo com seu próprio relato, ele era um mau aluno e compareceu a poucas das palestras opcionais. Em troca de concordar em frequentar a faculdade de direito, seus pais permitiram aulas de harmonia e contraponto. Na universidade, Stravinski fez amizade com Vladimir Rimsky-Korsakov, filho do principal compositor russo Nikolai Rimsky-Korsakov. Durante as férias de verão de 1902, Stravinski viajou com Vladimir Rimsky-Korsakov para Heidelberg - onde a família deste último estava hospedada - trazendo um portfólio de peças para demonstrar a Nikolai Rimsky-Korsakov. Embora o compositor mais velho não tenha ficado surpreso, ele ficou impressionado o suficiente para insistir que Stravinski continuasse as aulas, mas o desaconselhou a entrar no Conservatório de São Petersburgo devido ao seu ambiente rigoroso. É importante destacar que Rimsky-Korsakov concordou pessoalmente em aconselhar Stravinsk sobre suas composições.
Após a morte do pai de Stravinski em 1902 e o jovem compositor se tornar mais independente, ele se envolveu cada vez mais no círculo de artistas de Rimsky-Korsakov. Sua primeira grande tarefa de seu novo professor foi a Sonata para Piano em Fá sustenido menor, de quatro movimentos, no estilo de Glazunov e Tchaikovsky – ele fez uma pausa temporária para escrever uma cantata para a celebração do 60º aniversário de Rimsky-Korsakov, que o compositor mais velho descreveu como "nada ruim". Logo após terminar a sonata, o aluno começou sua Sinfonia em Mi bemol em grande escala, cujo primeiro rascunho ele terminou em 1905. Naquele ano, o dedicatário da Sonata para Piano, Nikolay Richter, a executou em um recital oferecido pelos Rimsky-Korsakovs, marcando a primeira estreia pública de uma peça de Stravinski.
Após os eventos do Domingo Sangrento, em janeiro de 1905, que causaram o fechamento da universidade, Stravinski não pôde fazer seus exames finais, resultando em sua formatura com um meio-diploma. À medida que começou a passar mais tempo no círculo de artistas de Rimsky-Korsakov, o jovem compositor tornou-se cada vez mais limitado na atmosfera estilisticamente conservadora: a música moderna era questionada e os concertos de música contemporânea eram menosprezados. O grupo ocasionalmente assistia a concertos de câmara voltados para a música moderna e, embora Rimsky-Korsakov e seu colega Anatoli Liadov odiassem comparecer, Stravinski lembrava-se dos concertos como intrigantes e intelectualmente estimulantes, sendo o primeiro lugar onde ele foi exposto a compositores franceses como Franck, Dukas, Fauré e Debussy. No entanto, Stravinski permaneceu leal a Rimsky-Korsakov – o musicólogo Eric Walter White suspeitou que o compositor acreditava que a conformidade com Rimsky-Korsakov era necessária para ter sucesso no mundo da música russa. Stravinski escreveu mais tarde que o conservadorismo musical de seus professores era justificado e o ajudou a construir a base que se tornaria a base de seu estilo.

#### Primeiro casamento

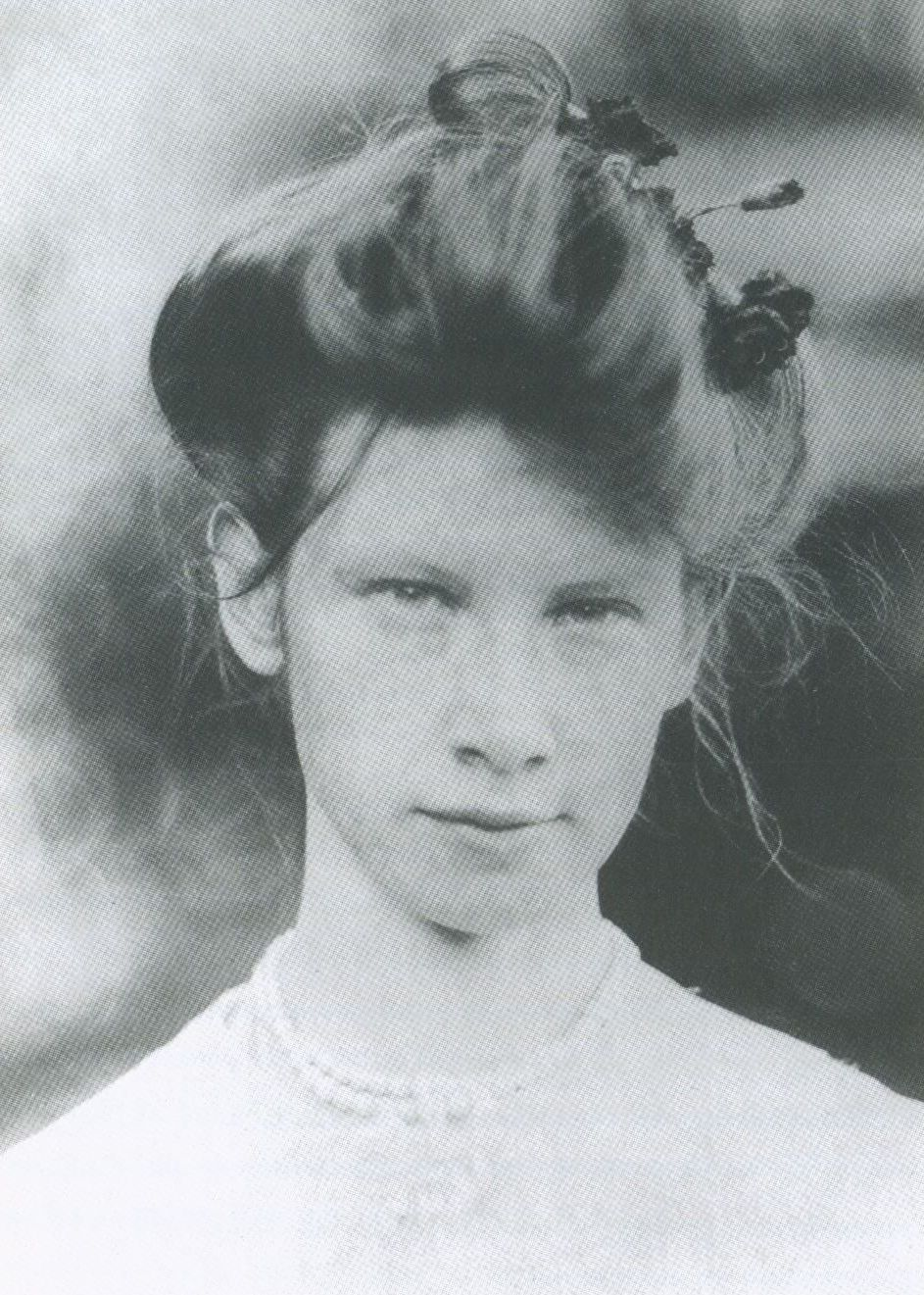
Yekaterina Stravinski em 1907

Em agosto de 1905, Stravinski anunciou seu noivado com Yekaterina Nosenko, sua prima que conheceu em 1890 durante uma viagem em família. Mais tarde, ele lembrou:
| “ | Desde a nossa primeira hora juntos, ambos parecemos perceber que um dia nos casaríamos — ou assim dissemos um ao outro mais tarde. Talvez sempre tenhamos sido mais como irmão e irmã. Eu era uma criança profundamente solitária e queria uma irmã minha. Catherine, que era minha prima de primeiro grau, entrou na minha vida como uma espécie de irmã há muito desejada ... Fomos, desde então até a sua morte, extremamente próximos, e mais próximos do que os amantes às vezes são, pois meros amantes podem ser estranhos, embora vivam e amem juntos por toda a vida ... Catherine foi minha amiga e companheira de brincadeiras mais querida... até que nos tornamos adultos em nosso casamento. | ” |

Os dois se tornaram próximos durante viagens em família, incentivando o interesse um do outro em pintura e desenho, nadando juntos frequentemente, indo em colheitas de framboesas selvagens, ajudando a construir uma quadra de tênis, tocando música de dueto de piano e, mais tarde, organizando leituras em grupo com seus outros primos de livros e panfletos políticos da biblioteca pessoal de Fyodor Stravinski. Em julho de 1901, Stravinski expressou paixão por Lyudmila Kuxina, a melhor amiga de Nosenko, mas depois que o autodescrito "romance de verão" terminou, o relacionamento de Nosenko e Stravinski começou a se desenvolver em um romance furtivo. Entre suas visitas familiares intermitentes, Nosenko estudou pintura na Académie Colarossi em Paris. Os dois se casaram em 24 de janeiro de 1906, na Igreja da Anunciação, a cinco milhas (oito quilômetros) ao norte de São Petersburgo - como o casamento entre primos de primeiro grau era proibido, eles contrataram um padre que não perguntou suas identidades, e os únicos convidados presentes foram os filhos de Rimsky-Korsakov. O casal logo teve dois filhos: Théodore, nascido em 1907, e Ludmila, nascida no ano seguinte.
Após terminar as muitas revisões da Sinfonia em Mi bemol em 1907, Stravinski escreveu Fauno e Pastora, uma série de três poemas de Pushkin para mezzo-soprano e orquestra. Rimsky-Korsakov organizou a primeira estreia pública do trabalho de seu aluno com a Orquestra da Corte Imperial em abril de 1907, programando a Sinfonia em Mi bemol e Fauno e Pastora. A morte de Rimsky-Korsakov em junho de 1908 causou profundo luto em Stravinski, e ele mais tarde lembrou que Canção Fúnebre, que ele compôs em memória de seu professor, foi "a melhor das minhas obras antes de O Pássaro de Fogo".

### Fama internacional: 1909–1920

#### Balés para Diaguilev

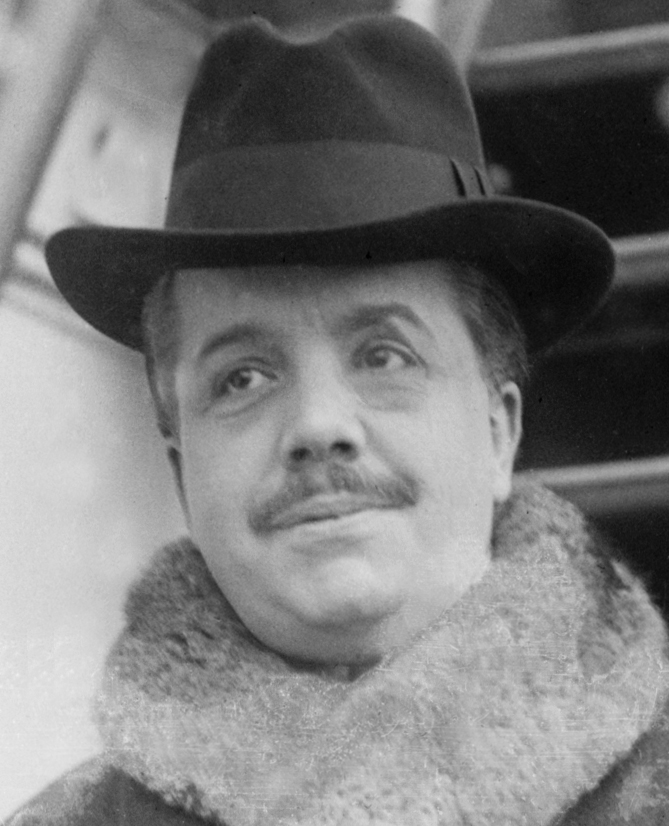
Diaguilev em 1916

Em 1898, o empresário Serguei Diaguilev fundou a revista de arte russa Mir Iskusstva, mas depois que ela terminou de ser publicada em 1904, ele se voltou para Paris em busca de oportunidades artísticas em vez de sua Rússia natal. Em 1907, Diaguilev apresentou uma série de cinco concertos de música russa na Ópera Nacional de Paris; no ano seguinte, ele encenou a estreia em Paris da versão de Boris Godunov de Rimsky-Korsakov. Diaguilev compareceu à estreia em fevereiro de 1909 de duas novas obras de Stravinski: Scherzo fantastique e Feu d'artifice, ambos movimentos orquestrais animados com orquestração brilhante e técnicas harmônicas únicas. A cor vívida e o tom das obras de Stravinski intrigaram Diaguilev, e o empresário posteriormente contratou Stravinski para orquestrar músicas de Chopin para partes do balé Les Sylphides. Este balé foi apresentado pela companhia de balé de Diaguilev, os Ballets Russes, em abril de 1909, e enquanto a companhia fazia sucesso com o público parisiense, Stravinski estava trabalhando no Ato I de sua primeira ópera O Rouxinol.
Como os Ballets Russes enfrentaram problemas financeiros, Diaguilev queria um novo balé com música e design distintamente russos, algo que havia se tornado popular recentemente entre o público francês e outros públicos ocidentais (provavelmente devido ao grupo de compositores clássicos russos conhecido como Os Cinco, de acordo com o musicólogo Richard Taruskin); a companhia de Diaguilev decidiu-se pelo tema do mítico Pássaro de Fogo. Diaguilev pediu a vários compositores para escrever a partitura do balé, incluindo Liadov e Nikolai Tcherepnin, mas depois que nenhum se comprometeu com o projeto, o empresário recorreu a Stravinski, de 27 anos, que aceitou a tarefa de bom grado. Durante a produção do balé, Stravinski se aproximou do círculo artístico de Diaguilev, que ficou impressionado com seu entusiasmo em aprender mais sobre formas de arte não musicais. O Pássaro de Fogo estreou em Paris (como L'Oiseau de feu) em 25 de junho de 1910, recebendo ampla aclamação da crítica e fez de Stravinski uma sensação da noite para o dia. Muitos críticos elogiaram o alinhamento do compositor com a música nacionalista russa. Stravinski mais tarde lembrou que, após a estreia e as apresentações subsequentes, conheceu muitas figuras da cena artística de Paris; Debussy foi trazido ao palco após a estreia e convidou Stravinski para jantar, iniciando uma amizade para toda a vida entre os dois compositores.
A família Stravinski mudou-se para Lausana, Suíça, para o nascimento de seu terceiro filho, Soulima, e foi lá que Stravinski começou a trabalhar em um Konzertstück para piano e orquestra retratando a história de um fantoche ganhando vida. Depois que Diaghilev ouviu os primeiros rascunhos, ele convenceu Stravinski a transformá-lo em um balé para a temporada de 1911. A obra resultante, Petrushka (sob a grafia francesa Petrouchka), estreou em Paris em 13 de junho de 1911 para igualar a popularidade de O Pássaro de Fogo, e Stravinski se estabeleceu como um dos compositores de teatro jovem mais avançados de seu tempo.
Ao compor O Pássaro de Fogo, Stravinski concebeu uma ideia para uma obra sobre o que ele chamou de "um rito pagão solene: anciãos sábios, sentados em círculo, observavam uma jovem dançar até a morte". Ele imediatamente compartilhou a ideia com Nicholas Roerich, um amigo e pintor de temas pagãos. Quando Stravinski contou a Diaguilev sobre a ideia, o empresário concordou animadamente em encomendar a obra. Após a estreia de Petrushka, Stravinski se estabeleceu na residência de sua família em Ustyluh e aprimorou os detalhes do balé com Roerich, terminando mais tarde a obra em Clarens, Suíça. O resultado foi A Sagração da Primavera (Le sacre du printemps), que retratava rituais pagãos em tribos eslavas e usava muitas técnicas de vanguarda, incluindo ritmos e metros irregulares, harmonias sobrepostas, atonalidade e extensa instrumentação. Com a coreografia radical do jovem Vaslav Nijinski, a natureza experimental do balé causou quase um tumulto em sua estreia no Théâtre des Champs-Élysées em 29 de maio de 1913.

#### Colaborações entre doenças e tempos de guerra

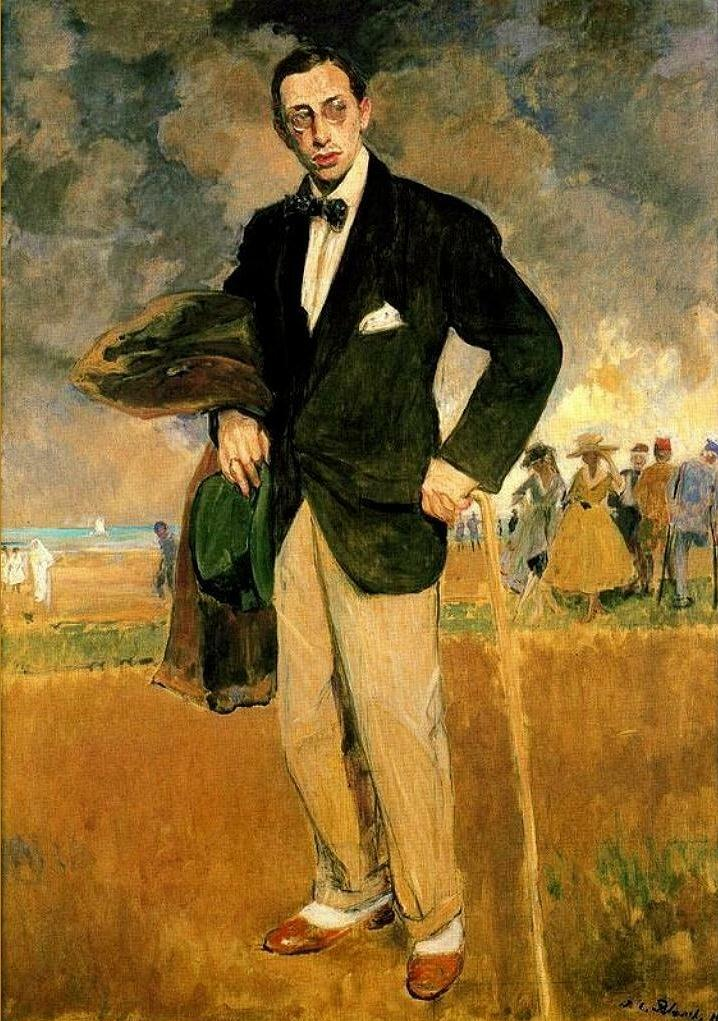
Retrato de Ígor Stravinski por Jacques Émile Blanche (1915)

Logo depois, Stravinski foi internado em um hospital por febre tifoide e permaneceu em recuperação por cinco semanas; vários colegas o visitaram, incluindo Debussy, Manuel de Falla, Maurice Ravel, e Florent Schmitt. Ao retornar para sua família em Ustyluh, ele continuou a trabalhar em sua ópera O Rouxinol, agora com uma comissão oficial do Teatro Livre de Moscou. No início de 1914, sua esposa Yekaterina contraiu tuberculose e foi internada em um sanatório em Leysin, Suíça, onde nasceu a quarta filha do casal, Maria Milena. Aqui Stravinski terminou O Rouxinol, mas depois que o Teatro Livre de Moscou fechou antes da estreia, Diaguilev concordou em encenar a ópera. A estreia em maio de 1914 foi moderadamente bem-sucedida; As altas expectativas dos críticos após o tumultuado Rito da Primavera não foram atendidas, embora outros compositores tenham ficado impressionados com a emoção da música e o tratamento livre do contraponto e dos temas.
No início de julho de 1914, enquanto sua família residia na Suíça perto de sua esposa doente, o compositor viajou para a Rússia para recuperar textos para sua próxima obra, um balé-cantata retratando as tradições do casamento russo intitulado Les Noces. Logo após seu retorno, a Primeira Guerra Mundial começou, e os Stravinskis viveram na Suíça até 1920, inicialmente residindo em Clarens e depois em Morges. Durante os primeiros meses da guerra, o compositor pesquisou intensamente a poesia popular russa e preparou libretos para inúmeras obras a serem compostas nos anos seguintes, incluindo Les noces, Renard, Pribaoutki e outros ciclos de canções. Stravinski conheceu vários artistas suíço-franceses durante seu tempo em Morges, incluindo o autor Charles F. Ramuz, com quem colaborou na obra teatral de pequena escala L'Histoire du soldat. O show de onze músicos e dois dançarinos foi projetado para facilitar as viagens, mas após uma estreia financiada por Werner Reinhart, todas as outras apresentações foram canceladas devido à epidemia de gripe espanhola.
A renda de Stravinski com royalties de performance foi repentinamente cortada quando sua editora sediada na Alemanha suspendeu as operações devido à guerra. Para manter sua família à tona, o compositor vendeu vários manuscritos e aceitou encomendas de empresários ricos; uma dessas encomendas incluiu Renard, uma obra teatral concluída em 1916 a pedido da Princesa Edmond de Polignac. Além disso, Stravinski fez uma nova suíte de concerto de O Pássaro de Fogo e a vendeu para uma editora londrina na tentativa de recuperar o controle dos direitos autorais sobre o balé. Diaguilev continuou a organizar shows dos Ballets Russes pela Europa, incluindo dois concertos beneficentes para a Cruz Vermelha, onde Stravinski fez sua estreia como maestro com O Pássaro de Fogo. Quando os Ballets Russes viajaram para Roma em abril de 1917, Stravinski conheceu o artista Pablo Picasso, e os dois se aventuraram pela Itália; uma commedia dell'arte que viram em Nápoles inspirou o balé Pulcinella, que estreou em Paris em maio de 1920 com desenhos de Picasso.

### França: 1920–1939

#### Virando-se para o neoclassicismo
Após o fim da guerra, Stravinski decidiu que sua residência na Suíça era muito longe da atividade musical da Europa e mudou-se brevemente com sua família para Carantec, França. Em setembro de 1920, eles se mudaram para a casa de Coco Chanel, uma associada de Diaguilev, onde Stravinski compôs sua primeira obra neoclássica, as Sinfonias para Instrumentos de Sopro. Depois que seu relacionamento com Chanel se transformou em um caso, Stravinski mudou sua família para o centro de emigrantes brancos Biarritz em maio de 1921, em parte devido à presença de sua outra amante, Vera de Bosset. Na época, de Bosset era casado com o ex-cenógrafo do Ballet Russes, Serge Sudeikin, embora de Bosset mais tarde tenha se divorciado de Sudeikin para se casar com Stravinski. Embora Yekaterina Stravinski tenha tomado conhecimento da infidelidade do marido, os Stravinskis nunca se divorciaram, provavelmente devido à recusa do compositor em se separar.
Em 1921, Stravinski assinou um contrato com a empresa de pianolas Pleyel para criar arranjos de rolos de piano de sua música. Ele recebeu um estúdio em sua fábrica na Rue Rochechouart, onde reorquestrou Les Noces para um pequeno conjunto incluindo pianola. O compositor transcreveu muitas de suas principais obras para pianolas mecânicas, e as instalações da Pleyel permaneceram sua base em Paris até 1933, mesmo depois que o pianola foi amplamente suplantado pela gravação de gramofone elétrico. Stravinski assinou outro contrato em 1924, desta vez com a Aeolian Company em Londres, produzindo rolos que incluíam comentários sobre o trabalho de Stravinski que foram gravados nos rolos. Ele parou de trabalhar com pianolas em 1930, quando a filial londrina da Aeolian Company foi dissolvida.
O interesse em Pushkin compartilhado por Stravinski e Diaguilev levou a Mavra, uma ópera cômica iniciada em 1921 que exibiu a rejeição do compositor ao estilo de Rimsky-Korsakov e sua virada para operistas russos clássicos como Tchaikovsky, Glinka e Dargomyzhsky. No entanto, após a estreia de 1922, a natureza mansa da obra – comparada à música inovadora pela qual Stravinski se tornou conhecido – decepcionou os críticos. Em 1923, Stravinski terminou de orquestrar Les Noces, escolhendo um conjunto de percussão incluindo quatro pianos. Os Ballets Russes encenou o balé-cantata naquele junho, e embora inicialmente tenha recebido críticas moderadas, a produção londrina recebeu uma enxurrada de ataques críticos, levando o escritor H. G. Wells a publicar uma carta aberta em apoio à obra. Durante este período, Stravinski expandiu seu envolvimento na regência e na execução de piano. Ele regeu a estreia de seu Octeto em 1923 e atuou como solista na estreia de seu Concerto para Piano em 1924. Após sua estreia, ele embarcou em uma turnê, executando o concerto em mais de 40 concertos.

#### Crise religiosa e turnês internacionais

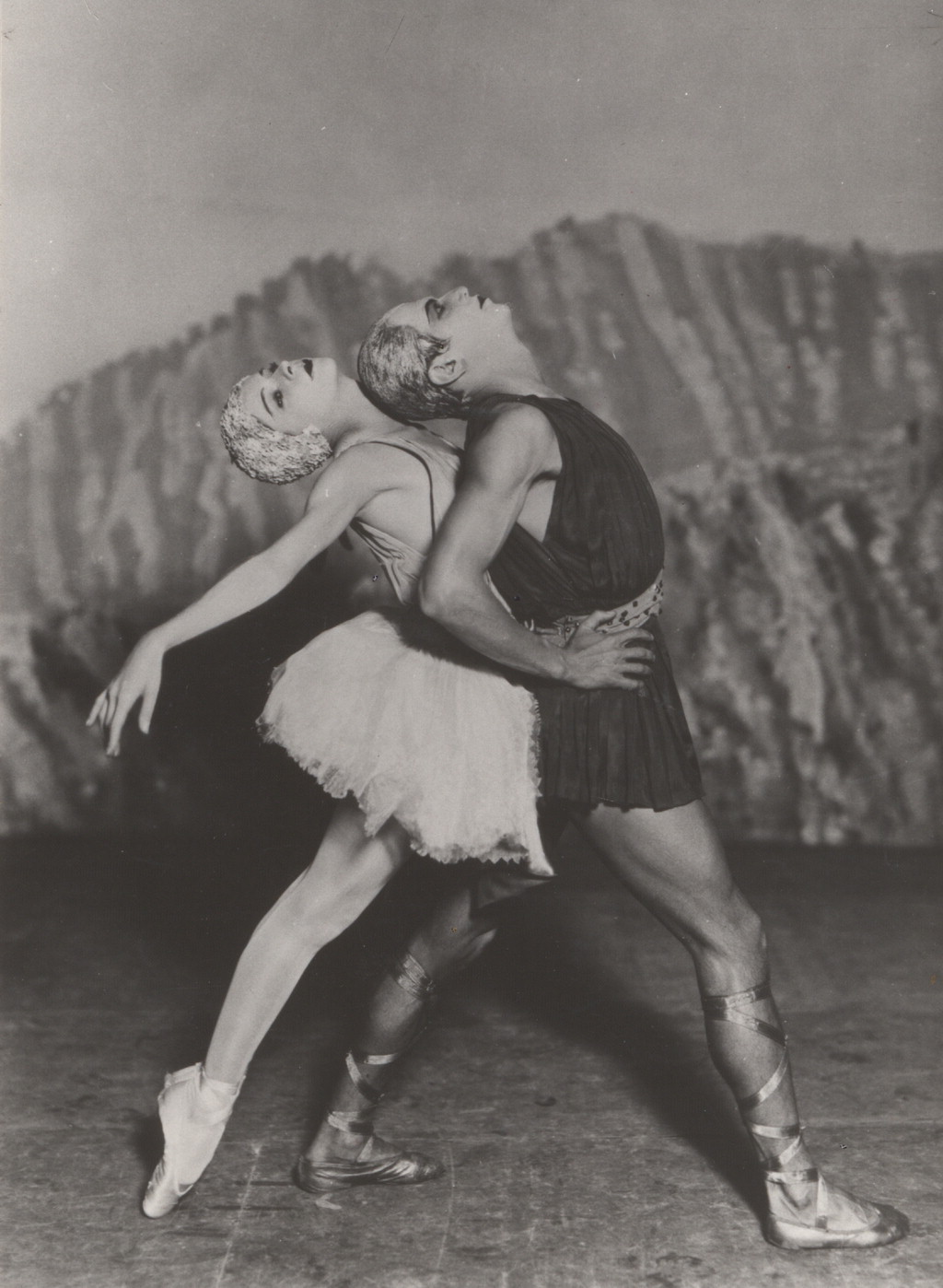
Alexandra Danilova e Serge Lifar em Apollon Musagète

A família Stravinski mudou-se novamente em setembro de 1924 para Nice, França. A agenda do compositor era dividida entre passar tempo com sua família em Nice, se apresentar em Paris e fazer turnês por outros locais, frequentemente acompanhado por de Bosset. Nessa época, Stravinski estava passando por uma crise espiritual iniciada ao conhecer o Padre Nicolas, um padre perto de sua nova casa. Ele havia abandonado a Igreja Ortodoxa Russa durante sua adolescência, mas depois de conhecer o Padre Nicolas em 1926 e se reconectar com sua fé, ele começou a frequentar regularmente os serviços religiosos. Daí até se mudar para os Estados Unidos, Stravinski frequentava diligentemente a igreja, participava de trabalhos de caridade e estudava textos religiosos. O compositor escreveu mais tarde que foi contatado por Deus em um serviço na Basílica de Santo Antônio de Pádua, levando-o a escrever sua primeira composição religiosa, o Pater Noster para coro a cappella.
Em 1925, Stravinski pediu ao escritor e artista francês Jean Cocteau que escrevesse o libreto para uma versão operística da tragédia Édipo Rei, de Sófocles, em latim. A estreia de sua ópera-oratório Oedipus Rex, em maio de 1927, foi encenada como um concerto, pois havia muito pouco tempo e dinheiro para apresentá-la como uma ópera completa, e Stravinski atribuiu o fracasso crítico da obra à sua programação entre dois balés brilhantes. Além disso, a influência da música vocal ortodoxa russa e de compositores do século XVIII como Handel não foi bem recebida pela imprensa após a estreia de maio de 1927; o neoclassicismo não era popular entre os críticos parisienses, e Stravinski teve que afirmar publicamente que sua música não fazia parte do movimento. Essa recepção dos críticos não foi melhorada pelo próximo balé de Stravinski, Apollon Musagète, que retratou o nascimento e a apoteose de Apolo usando um estilo musical de ballet de cour do século XVIII. George Balanchine coreografou a estreia, iniciando décadas de colaborações entre Stravinski e o coreógrafo. No entanto, alguns críticos consideraram que foi um ponto de virada na música neoclássica de Stravinski, descrevendo-a como uma obra pura que misturava ideias neoclássicas com métodos modernos de composição.
Uma nova encomenda de um balé de Ida Rubinstein em 1928 levou Stravinski novamente a Tchaikovsky. Baseando a música em balés românticos como O Lago dos Cisnes e pegando emprestados muitos temas de Tchaikovsky, Stravinski escreveu O Beijo da Fada com o conto de Hans Christian Andersen, A Donzela de Gelo, como tema. A estreia em novembro de 1928 não foi bem recebida, provavelmente devido à desconexão entre cada uma das seções do balé e à coreografia medíocre, que Stravinski desaprovou. A fúria de Diaguilev com Stravinski por aceitar uma encomenda de balé de outra pessoa causou uma intensa rivalidade entre os dois, que durou até a morte do empresário em agosto de 1929. A maior parte daquele ano foi gasta compondo uma nova obra para piano solo, o Capriccio, e viajando pela Europa para reger e tocar piano; o sucesso do Capriccio após a estreia em dezembro de 1929 causou uma onda de pedidos de apresentação de muitas orquestras. Uma encomenda da Orquestra Sinfônica de Boston em 1930 para uma obra sinfônica levou Stravinski de volta aos textos latinos, desta vez do livro dos Salmos. Entre os concertos itinerantes, ele compôs a Sinfonia coral dos Salmos, uma obra profundamente religiosa que estreou em dezembro daquele ano.

#### Trabalho com Dushkin

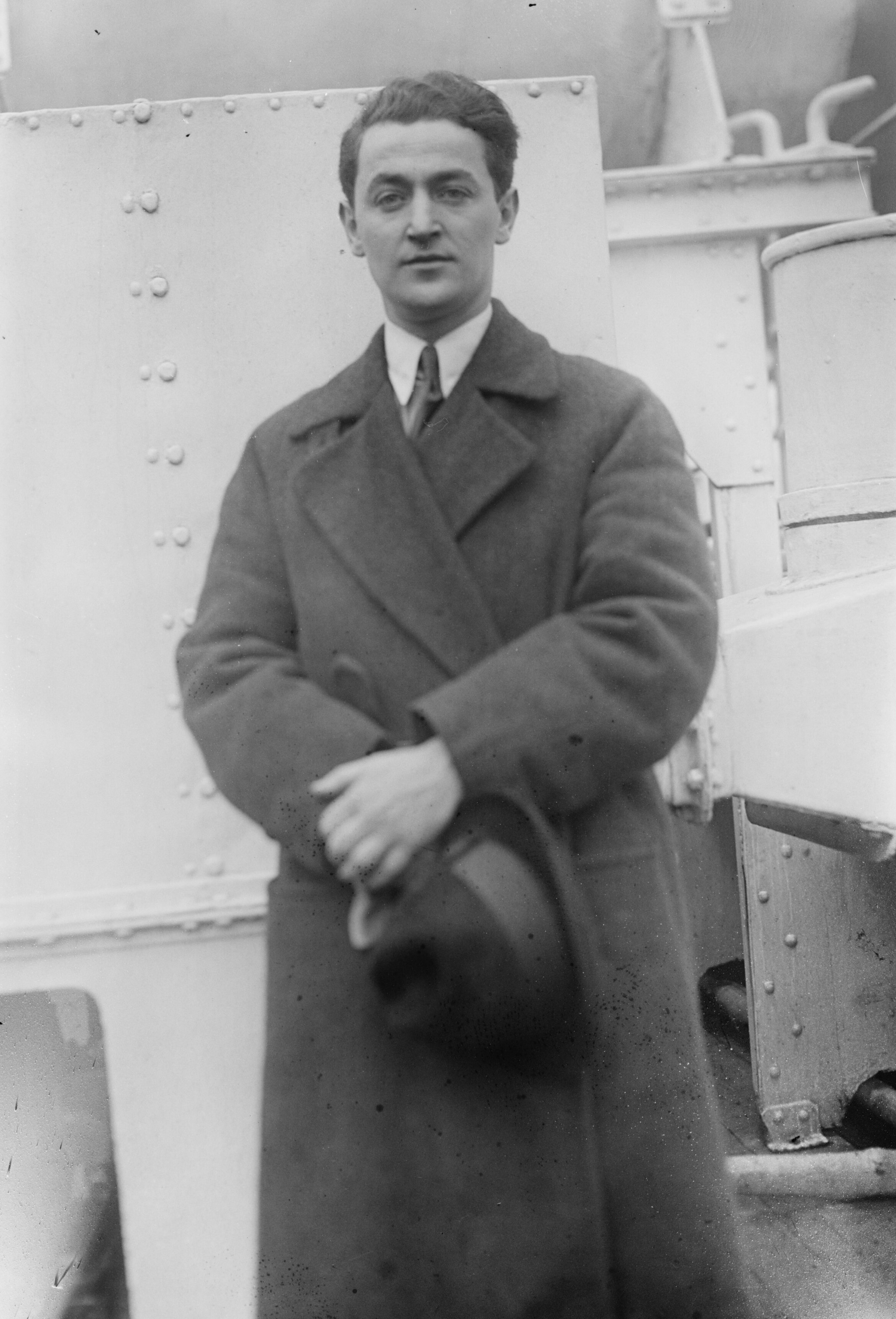
Samuel Dushkin em data desconhecida

Durante uma turnê pela Alemanha, Stravinski visitou a casa de seu editor e conheceu o violinista Samuel Dushkin, que o convenceu a compor o Concerto para Violino com a ajuda de Dushkin na parte solo. Impressionado pela habilidade virtuosa e compreensão musical de Dushkin, o compositor escreveu mais músicas para violino e piano e rearranjou algumas de suas músicas anteriores para serem executadas junto com o Concerto durante a turnê até 1933. Naquele ano, Stravinski recebeu outra encomenda de balé de Ida Rubenstein para uma adaptação de um poema de André Gide. O melodrama resultante, Perséfone, recebeu apenas três apresentações em 1934 devido à sua recepção morna, e o desdém de Stravinski pela obra ficou evidente em sua sugestão posterior de que o libreto fosse reescrito. Em junho daquele ano, Stravinski tornou-se cidadão francês naturalizado, protegendo todas as suas obras futuras sob direitos autorais na França e nos Estados Unidos. Sua família posteriormente mudou-se para um apartamento na Rue du Faubourg-Saint-Honoré em Paris, onde ele começou a escrever uma autobiografia em dois volumes com a ajuda de Walter Nouvel, publicada em 1935 e 1936 como Chroniques de ma vie.
Após a curta temporada de Perséfone, Stravinski embarcou em uma bem-sucedida turnê de três meses pelos Estados Unidos com Dushkin; ele visitou a América do Sul pela primeira vez no ano seguinte. O filho do compositor, Soulima, era um excelente pianista, tendo executado o Capriccio em concerto com seu pai regendo. Continuando uma linha de obras para piano solo, o velho Stravinski compôs o Concerto para Dois Pianos para ser executado por ambos, e eles excursionaram com a obra até 1936. Nessa época surgiram três obras encomendadas pelos americanos: o balé Jeu de cartes para Balanchine, a obra semelhante ao Concerto de Brandemburgo, Dumbarton Oaks, e a lamentosa Sinfonia em Dó para o 50º aniversário da Orquestra Sinfônica de Chicago. Os últimos anos de Stravinski na França, do final de 1938 a 1939, foram marcados pelas mortes de sua filha mais velha, sua esposa e sua mãe, as duas primeiras de tuberculose. Além disso, as críticas cada vez mais hostis à sua música em publicações importantes e a tentativa fracassada de concorrer a uma vaga no Institut de France o dissociaram ainda mais da França, e logo após o início da Segunda Guerra Mundial, em setembro de 1939, ele se mudou para os Estados Unidos.

### Estados Unidos, 1939–1971

#### Adaptação aos Estados Unidos e obras comerciais

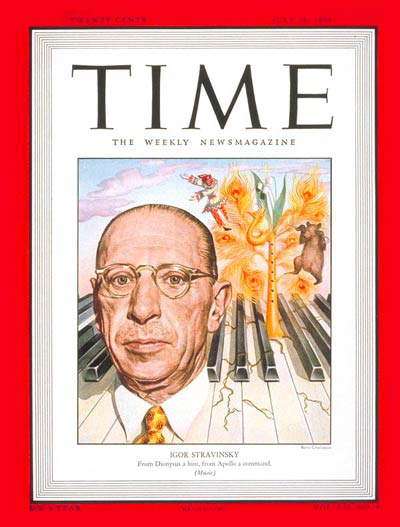
Stravinski na capa da revista Time em 26 de julho de 1948

Ao chegar aos Estados Unidos, Stravinski residiu com Edward W. Forbes, o diretor da série de Palestras Charles Eliot Norton na Universidade Harvard. O compositor foi contratado para proferir seis palestras para a série, começando em outubro de 1939 e terminando em abril de 1940. As palestras, escritas com a assistência de Pyotr Suvchinsky e Alexis Roland-Manuel, foram publicadas em francês sob o título Poétique musicale (Poética da Música) em 1941, com uma tradução para o inglês em 1947. Entre as palestras, Stravinski terminou a Sinfonia em Dó Maior e viajou pelo país, conhecendo de Bosset em sua chegada a Nova Iorque. Stravinski e de Bosset finalmente se casaram em 9 de março de 1940 em Bedford, Massachusetts. Após a conclusão de sua série de palestras, o casal mudou-se para Los Angeles, onde solicitou a naturalização americana.
O dinheiro tornou-se escasso quando a guerra impediu o compositor de receber royalties europeus, fazendo-o assumir vários compromissos de regência e compor obras comerciais para a indústria do entretenimento, incluindo o Scherzo à la russe para Paul Whiteman e as Scènes de ballet para uma revista da Broadway. Algumas músicas de filmes descartadas foram transformadas em obras maiores, como a Sinfonia em Três Movimentos, inspirada na guerra, cujo movimento do meio usava música de uma partitura não utilizada para The Song of Bernadette (1943). O inglês pobre do casal levou à formação de um círculo social e vida doméstica predominantemente europeus: a equipe da propriedade consistia principalmente de russos, e os convidados frequentes incluíam os músicos Joseph Szigeti, Arthur Rubinstein e Sergei Rachmaninoff. No entanto, Stravinski acabou se juntando aos círculos populares de Hollywood, participando de festas com celebridades e se familiarizando de perto com os autores europeus Aldous Huxley, W. H. Auden, Christopher Isherwood e Dylan Thomas.
Em 1945, Stravinski recebeu a cidadania americana e posteriormente assinou um contrato com a editora britânica Boosey & Hawkes, que concordou em publicar todos os seus trabalhos futuros. Além disso, ele revisou muitos de seus trabalhos mais antigos e fez com que a Boosey & Hawkes publicasse as novas edições para registrar novamente os direitos autorais de seus trabalhos mais antigos. Por volta da estreia de 1948 de outra colaboração com Balanchine, o balé Orfeu, o compositor conheceu o jovem maestro Robert Craft em Nova Iorque; Craft pediu a Stravinski que explicasse a revisão das Sinfonias para Instrumentos de Sopro para um próximo concerto. Os dois rapidamente se tornaram amigos e Stravinski convidou Craft para Los Angeles; o jovem maestro logo se tornou assistente, colaborador e amanuense de Stravinski até a morte do compositor.

#### Virando-se para o serialismo

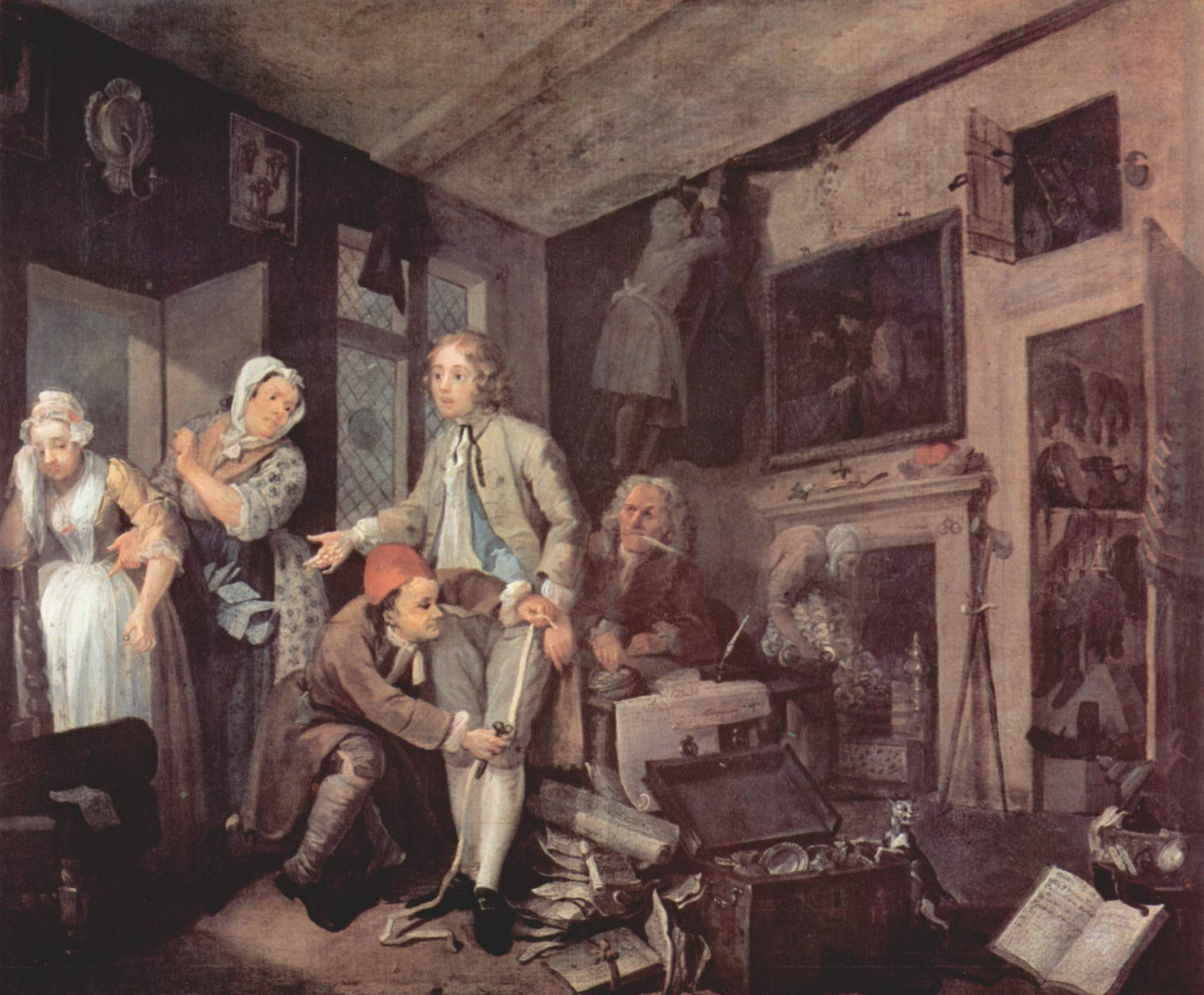
A primeira pintura da série The Rake's Progress, na qual Stravinsky baseou sua ópera de mesmo nome

À medida que Stravinski se familiarizava mais com o inglês, ele desenvolveu a ideia de escrever uma ópera em inglês baseada em uma série de pinturas do artista do século XVIII William Hogarth intitulada The Rake's Progress. O compositor se juntou a Auden para escrever o libreto em novembro de 1947; o escritor americano Chester Kallman foi posteriormente contratado para ajudar Auden. Stravinski terminou a ópera de mesmo nome em 1951 e, apesar de suas apresentações e sucesso generalizados, o compositor ficou consternado ao descobrir que sua música mais recente não cativou os jovens compositores. Craft apresentou Stravinski à música serial da Segunda Escola Vienense logo após a estreia de The Rake's Progress, e o compositor da ópera começou a estudar e ouvir a música de Anton Webern e Arnold Schöenberg.
Durante a década de 1950, Stravinski continuou a fazer extensas turnês pelo mundo, ocasionalmente retornando a Los Angeles para compor. Em 1953, ele concordou em compor uma nova ópera com libreto de Dylan Thomas, mas o desenvolvimento do projeto chegou a um fim repentino após a morte de Thomas em novembro daquele ano. Stravinski completou In Memoriam Dylan Thomas, seu primeiro trabalho totalmente baseado na técnica dodecafônica serial, no ano seguinte. A cantata Canticum Sacrum de 1956 estreou no Festival Internacional de Música Contemporânea de Veneza, inspirando a Norddeutscher Rundfunk a encomendar o cenário musical Threni em 1957. Com o balé Agon de Balanchine, Stravinski fundiu temas neoclássicos com a técnica dodecafônica, e Threni mostrou sua mudança completa em direção ao uso de fileiras de tons. Em 1959, Craft entrevistou Stravinski para um artigo intitulado Respostas a 35 perguntas, no qual o compositor procurou corrigir mitos que o cercavam e discutir suas relações com outros artistas. O artigo foi posteriormente expandido para um livro e, nos quatro anos seguintes, mais três livros no estilo de entrevistas foram publicados.
Turnês internacionais contínuas levaram Stravinski a Washington, D.C. em janeiro de 1962, onde ele compareceu a um jantar na Casa Branca com o então presidente John F. Kennedy em homenagem ao 80º aniversário do compositor. Embora tenha sido em grande parte um golpe político antissoviético, Stravinski se lembrava do evento com carinho, compondo a Elegia para JFK após o assassinato do presidente um ano depois. Em setembro de 1962, ele retornou à Rússia pela primeira vez desde 1914, aceitando um convite da União dos Compositores Soviéticos para conduzir seis apresentações em Moscou e Leningrado. Após o sucesso de O Pássaro de Fogo e A Sagração da Primavera na década de 1910, a música de Stravinski foi respeitada e frequentemente executada na União Soviética, influenciando jovens compositores soviéticos na época, como Dmitri Shostakovitch. No entanto, depois que Stalin começou a consolidar o poder no início da década de 1930, a música de Stravinski quase desapareceu e foi formalmente proibida em 1948. Um novo interesse em suas obras nasceu durante o degelo de Khrushchev, em parte devido à visita do compositor em 1962. Durante sua visita de três semanas, ele se encontrou com o primeiro-ministro soviético Nikita Khrushchev e vários compositores soviéticos importantes, incluindo Shostakovich e Aram Khachaturian. Stravinski não retornou a Los Angeles até dezembro de 1962, após oito meses de viagens quase contínuas.

#### Obras finais e morte

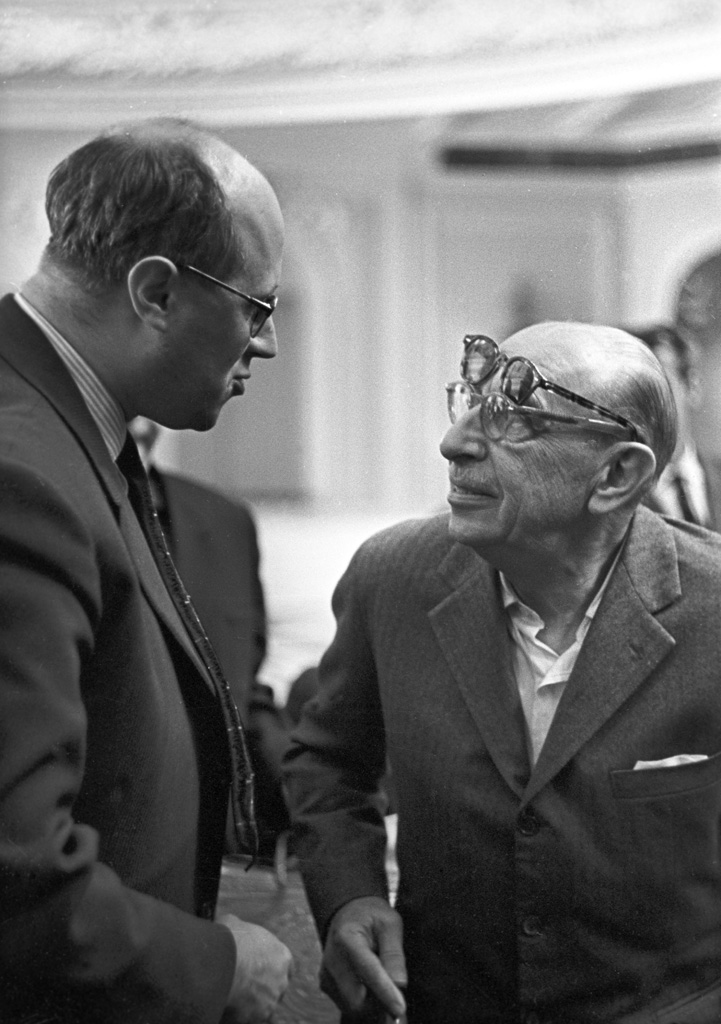
Stravinsky com Mstislav Rostropovitch em setembro de 1962

Stravinski revisitou temas bíblicos em muitas de suas obras posteriores, notavelmente na cantata de câmara de 1961, A Sermon, a Narrative and a Prayer, na produção musical de televisão de 1962, The Flood, na cantata hebraica de 1963, Abraham and Isaac, e nos Requiem Canticles de 1966, o último dos quais foi sua última composição importante. Entre as turnês, o compositor trabalhou incansavelmente para criar novas linhas de tons, trabalhando até mesmo em papel higiênico de banheiros de avião. A intensa agenda de turnês começou a cobrar seu preço do compositor idoso; janeiro de 1967 marcou sua última sessão de gravação, e seu concerto final ocorreu em maio seguinte. Stravinski, obviamente muito frágil, fez sua última aparição pública como maestro em 17 de maio de 1967 no Massey Hall em Toronto, quando regeu a Orquestra Sinfônica de Toronto em uma apresentação de sua Pulcinella Suite.
Depois de passar o outono de 1967 no hospital devido a úlceras estomacais hemorrágicas e trombose, Stravinski retornou às turnês nacionais em 1968 (aparecendo apenas como membro da audiência), mas parou de compor devido ao declínio gradual de sua saúde física.
Em seus últimos anos, os Stravinskis e Craft se mudaram para Nova Iorque para ficarem mais perto de cuidados médicos, e as viagens do compositor se limitaram a visitar a família na Europa. Logo após receber alta do Hospital Lenox Hill após contrair edema pulmonar, Stravinski mudou-se com sua esposa para um novo apartamento na Quinta Avenida. O compositor morreu em 6 de abril de 1971, aos 88 anos. Um funeral foi realizado três dias depois na Capela Funerária Frank E. Campbell. Após um serviço em Santi Giovanni e Paolo com uma apresentação dos Cânticos de Réquiem conduzida por Craft, Stravinski foi enterrado na ilha do cemitério de San Michele, em Veneza, a vários metros do túmulo de Sergei Diaguilev.

## Música
Grande parte da música de Stravinski é caracterizada por articulações curtas e agudas com rubato ou vibrato mínimos. Seus trabalhos estudantis eram principalmente atribuições de seu professor Rimsky-Korsakov e foram influenciados principalmente por compositores russos. Seus três primeiros balés, O Pássaro de Fogo, Petrushka e A Sagração da Primavera, marcaram o início de sua fama internacional e um afastamento dos estilos do século XIX. A música de Stravinski é frequentemente dividida em três períodos de composição: seu período russo (1913–1920), onde foi muito influenciado por artistas e folclore russos; seu período neoclássico (1920–1951), onde se voltou para técnicas e temas do período clássico; e seu período serial (1954–1968), onde utilizou técnicas de composição altamente estruturadas, pioneiras por compositores da Segunda Escola Vienense.

### Trabalhos de estudantes: 1898–1907
O tempo de Stravinski antes de conhecer Diaguilev foi gasto aprendendo com Rimsky-Korsakov e seus colaboradores. Apenas três obras sobrevivem antes de Stravinski conhecer Rimsky-Korsakov em agosto de 1902: "Tarantella" (1898), Scherzo em sol menor (1902) e A nuvem de tempestade, as duas primeiras sendo obras para piano e a última para voz e piano. A primeira tarefa de Stravinski de Rimsky-Korsakov foi a Sonata para piano em fá sustenido menor, de quatro movimentos, que também foi sua primeira obra a ser executada em público. Rimsky-Korsakov frequentemente dava a Stravinski a tarefa de orquestrar várias obras para permitir que ele analisasse a forma e a estrutura das obras. Muitas das primeiras obras de Stravinski também mostraram influência de compositores franceses, principalmente no uso mínimo de grandes duplicações e diferentes combinações de cores tonais.  Várias composições estudantis de Stravinski foram executadas nas reuniões de Rimsky-Korsakov em sua casa; estas incluem um conjunto de bagatelas, uma "chanson comique" e uma cantata, mostrando o uso de técnicas musicais clássicas que mais tarde definiriam o período neoclássico de Stravinski. O musicólogo Stephen Walsh descreveu esse período na carreira musical de Stravinski como "esteticamente limitado" devido ao "conservadorismo cínico" de Rimsky-Korsakov e sua música. Rimsky-Korsakov considerou que a Sinfonia em Mi bemol (1907) foi muito influenciada pelo estilo de Glazunov e não gostou da influência modernista de Fauno e Pastora (1907); no entanto, os críticos consideraram que as obras não se destacavam da música de seu professor.

### Os três primeiros balés: 1910–1913

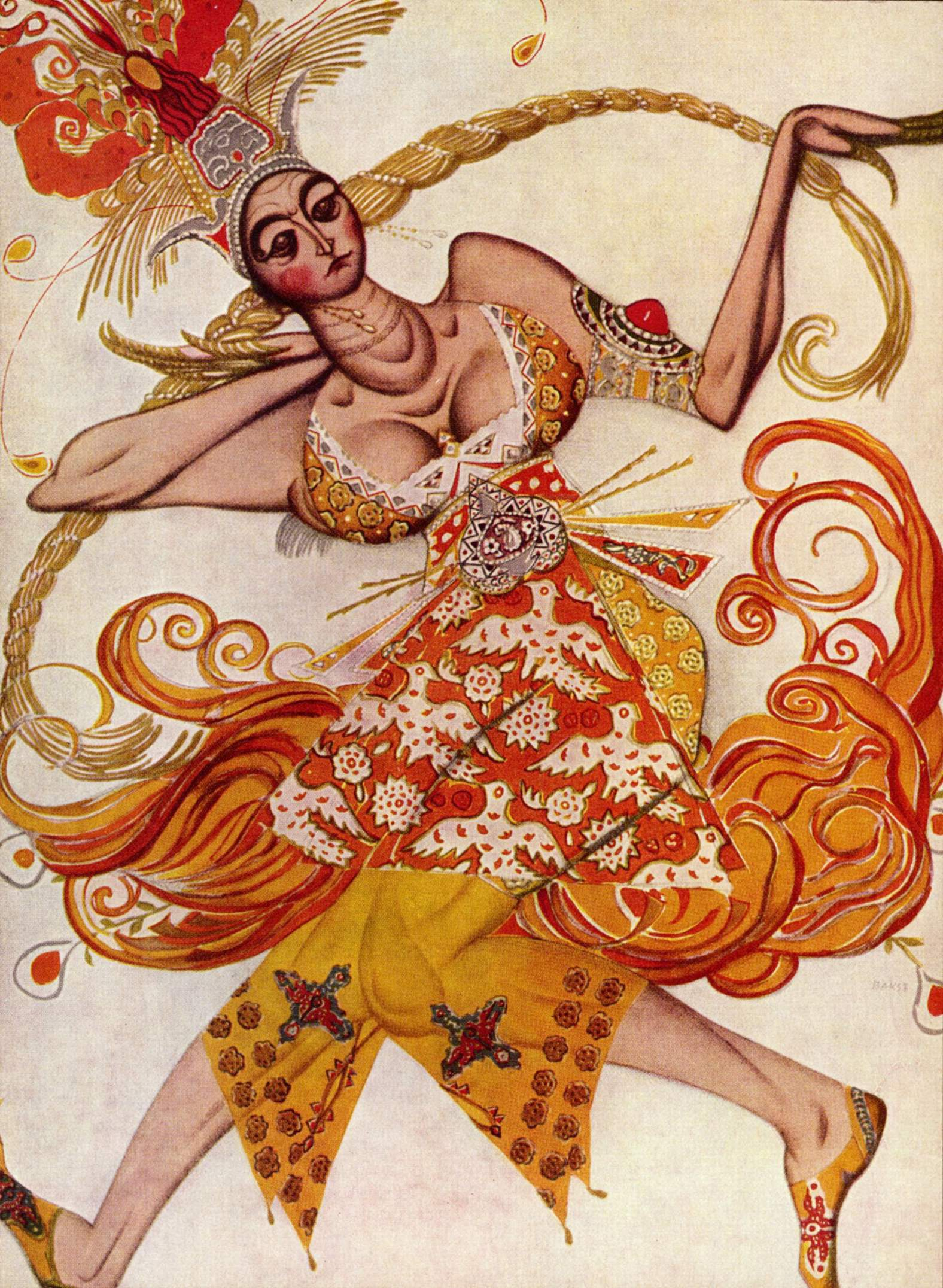
Esboço de figurinos para O Pássaro de Fogo, de Leon Bakst, 1910

Os compositores russos frequentemente usavam grandes orquestrações para apresentar muitos timbres diferentes, e Stravinski aproveitou essa ideia em seus três primeiros balés, muitas vezes surpreendendo os músicos e intérpretes devido à grande força da orquestra em certos momentos. O Pássaro de Fogo usava uma estrutura harmônica que Stravinski chamou de "leit-harmony", uma junção de leitmotiv e harmonia usada por Rimsky-Korsakov em sua ópera O Galo de Ouro. O "leit-harmony" era usado para justapor o protagonista, o Pássaro de Fogo, e o antagonista, Koschei, o Imortal: o primeiro era associado a frases de tons inteiros e o último à harmonia octatônica. Stravinski escreveu mais tarde como compôs O Pássaro de Fogo em um estado de "revolta contra Rimsky", e que ele "tentou superá-lo com efeitos de ponticello, col legno, flautando, glissando e fluttertongue".
Stravinski definiu seu caráter musical em seu segundo balé Petrushka. A influência russa pode ser vista no uso de uma série de melodias folclóricas russas, além de duas valsas do compositor vienense Joseph Lanner e uma melodia de music hall francesa. Stravinski também usou uma melodia folclórica da ópera A Donzela da Neve de Rimsky-Korsakov, mostrando a reverência contínua do primeiro por seu professor.
O terceiro balé de Stravinski, A Sagração da Primavera, causou quase um tumulto na estreia devido à sua natureza vanguardista. Ele havia começado a experimentar a politonalidade em O Pássaro de Fogo e Petrushka, mas para A Sagração da Primavera, ele "levou-a à sua conclusão lógica", como Eric Walter White descreveu. Além disso, o metro complexo da música consiste em frases que combinam assinaturas de tempo conflitantes e acentos estranhos, como as "barras irregulares" na "Dança Sacrificial". Tanto a politonalidade quanto os ritmos incomuns podem ser ouvidos nos acordes que abrem o segundo episódio, "Augures da Primavera", consistindo em uma sétima dominante em Mi bemol sobreposta a uma tríade em Fá bemol maior escrita em um ritmo irregular, Stravinski mudando os acentos aparentemente ao acaso para criar assimetria. A Sagração da Primavera é uma das obras mais famosas e influentes do século XX; o musicólogo Donald Jay Grout descreveu-a como tendo "o efeito de uma explosão que dispersou tanto os elementos da linguagem musical que eles nunca mais puderam ser reunidos como antes".

### Período russo: 1913–1920
O musicólogo Jeremy Noble disse que as "pesquisas intensivas de Stravinski sobre material folclórico russo" ocorreram durante sua estadia na Suíça, de 1914 a 1920. Béla Bartók considerou que o período russo de Stravinski começou em 1913 com A Sagração da Primavera devido ao uso de canções, temas e técnicas folclóricas russas. O uso de metros duplos ou triplos foi especialmente prevalente na música do período russo de Stravinski; embora o pulso possa ter permanecido constante, a fórmula de compasso frequentemente mudava para mudar constantemente os acentos.
Embora Stravinski não tenha usado tantas melodias folclóricas quanto em seus três primeiros balés, ele frequentemente usava poesia popular. O balé-cantata Les Noces foi baseado em textos de uma coleção de poesia popular russa de Pyotr Kireevsky, e sua ópera-balé Renard foi baseada em um conto popular coletado por Alexander Afanasyev. Muitas das obras do período russo de Stravinski apresentavam personagens e temas de animais, provavelmente devido à inspiração de cantigas de ninar que ele lia com seus filhos. Stravinski também usou estilos teatrais únicos. Les Noces misturava a encenação de balés com a pequena instrumentação das primeiras cantatas, uma produção única descrita na partitura como "Cenas Coreográficas Russas". Em Renard, as vozes foram colocadas na orquestra, pois deveriam acompanhar a ação no palco. L'Histoire du soldat foi composta em 1918 com o romancista suíço Charles F. Ramuz como uma pequena produção de teatro musical para dançarinos, um narrador e um septeto. Misturou os contos populares russos na narrativa com estruturas musicais comuns da época, como o tango, a valsa, o ragtime e o coral. Mesmo com seu estilo mudando nos últimos anos, Stravinski manteve uma conexão musical com suas raízes russas.

### Período neoclássico: 1920–1951
O balé Pulcinella foi encomendado por Diaguilev em 1919, depois que ele propôs a ideia de um balé baseado na música de compositores italianos do século XVIII, como Giovanni Battista Pergolesi; ao impor uma obra baseada nos sistemas harmônicos e rítmicos de compositores do final do período barroco, Stravinski marcou o início de sua virada para a música do século XVIII. Embora o musicólogo Jeremy Noble considerasse que o período neoclássico de Stravinski havia começado em 1920 com suas Sinfonias para Instrumentos de Sopro, Bartók argumentou que o período "realmente começa com seu Octeto para Instrumentos de Sopro, seguido por seu Concerto para Piano". Durante este período, Stravinski usou técnicas e temas do período clássico da música.

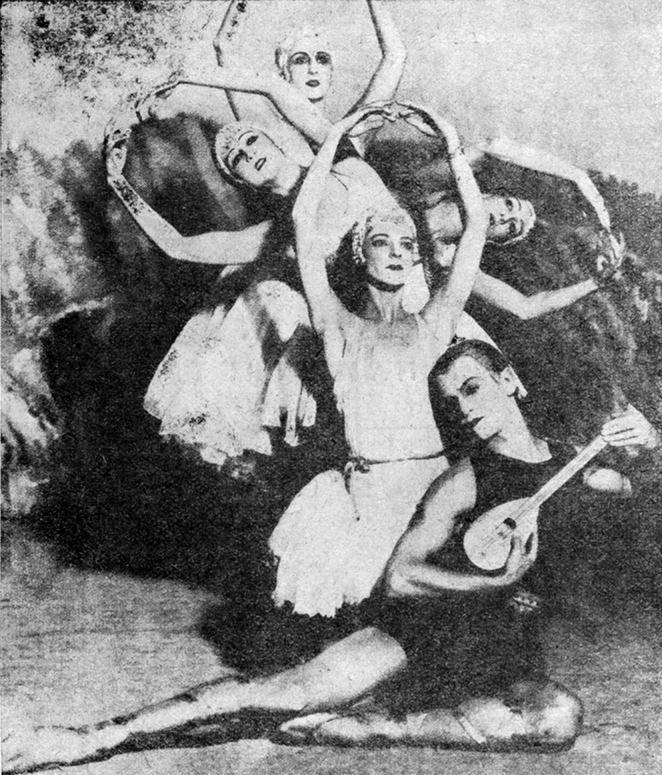
Dançarinos no Apollon Musagète do Ballets Russes

A mitologia grega era um tema comum nas obras neoclássicas de Stravinski. Sua primeira obra baseada na mitologia grega foi o balé Apollon Musagète (1927), escolhendo o líder das Musas e o deus da arte Apolo como temas. Stravinski usaria temas da mitologia grega em obras futuras como Édipo rei (1927), Perséfone (1935) e Orfeu (1947). Richard Taruskin escreveu que Édipo rei era "o produto do estilo neoclássico de Stravinski em seu extremo", e que técnicas musicais "consideradas ultrapassadas" eram justapostas a ideias contemporâneas. Além disso, Stravinski voltou-se para estruturas musicais mais antigas e as modernizou. Seu Octeto (1923) usa a forma sonata, modernizando-a ao desconsiderar a ordenação padrão de temas e as relações tonais tradicionais para diferentes seções. O contraponto barroco foi usado em toda a Sinfonia coral dos Salmos (1930). No Concerto de Ébano (1945), influenciado pelo jazz, Stravinski fundiu a orquestração de big band com formas e harmonias barrocas.
O período neoclássico de Stravinski terminou em 1951 com a ópera The Rake's Progress. Taruskin descreveu a ópera como "o centro e a essência do 'neoclassicismo'". Ele destacou como a ópera contém inúmeras referências à mitologia grega e outras óperas como Don Giovanni de Mozart e Carmen de Bizet, mas ainda "incorpora a estrutura distinta de um conto de fadas". Stravinski foi inspirado pelas óperas de Mozart na composição da música, particularmente Così fan tutte, mas outros estudiosos também apontam influências de Handel, Gluck, Beethoven, Schubert, Weber, Rossini, Donizetti e Verdi. The Rake's Progress tornou-se uma obra importante no repertório operístico, sendo "[mais executada] do que qualquer outra ópera escrita após a morte de Puccini", segundo Taruskin.

### Período serial: 1954–1968
Na década de 1950, Stravinski começou a usar técnicas de composição serial, como a técnica dodecafônica originalmente concebida por Arnold Schönberg. Noble escreveu que esta época foi "a mudança mais profunda no vocabulário musical de Stravinski", em parte devido ao novo interesse de Stravinski pela música da Segunda Escola Vienense após conhecer Robert Craft. O tratamento do compositor à técnica dodecafônica foi único: enquanto a técnica de Schoenberg era muito rígida, proibindo repetições de uma fileira de tons até que estivesse completa, Stravinski repetia as notas livremente, até mesmo separando a fileira em células e reordenando as notas. Além disso, o estilo de orquestração de seu período serial tornou-se sombrio e pesado em graves, com sopros e piano frequentemente usando seus registros mais graves.

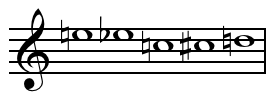
Fileira de cinco tons de In Memoriam Dylan Thomas (1954)

Stravinski experimentou pela primeira vez técnicas seriais não dodecafônicas em obras de pequena escala como a Cantata (1952), o Septeto (1953) e Três Canções de Shakespeare (1953). A primeira de suas composições totalmente baseada em tais técnicas foi In Memoriam Dylan Thomas (1954). Agon (1954–1957) foi a primeira de suas obras a incluir uma série dodecafônica, enquanto o segundo movimento de Canticum Sacrum (1956) foi a primeira peça a conter um movimento inteiramente baseado em uma linha de tons. A estrutura tonal única de Agon foi significativa para a música serial de Stravinski; começa diatónica, move-se em direção ao serialismo dodecafônico completo no meio e retorna ao diatonicismo no final. Stravinski retornou a temas sagrados em obras como Canticum Sacrum, Threni (1958), Um Sermão, uma Narrativa e uma Oração (1961) e O Dilúvio (1962). Stravinski usou uma série de conceitos de obras anteriores em suas peças seriais; por exemplo, a voz de Deus sendo duas vozes graves em homofonia vista em O Dilúvio foi usada anteriormente em Les Noces. A obra final em grande escala de Stravinski, os Cânticos de Réquiem (1966), fez uso de uma complexa matriz de quatro partes de fileiras de tons, mostrando a evolução da música serialista de Stravinski. Noble descreveu os Cânticos de Réquiem como "uma destilação tanto do texto litúrgico quanto de seus próprios meios musicais de defini-lo, evoluídos e refinados ao longo de uma carreira de mais de 60 anos".
A influência de outros compositores sobre Stravinski pode ser vista ao longo deste período. Ele foi fortemente influenciado por Schönberg, não apenas em seu uso da técnica dodecafônica, mas também na instrumentação distintamente "schönbergiana" do Septeto e nas semelhanças entre a Klangfarbenmelodie de Schönberg e as Variações de Stravinski. Stravinski também usou uma série de temas encontrados em obras de Benjamin Britten, comentando posteriormente sobre os "muitos títulos e assuntos [que já compartilhei] com o Sr. Britten". Além disso, ele estava muito familiarizado com as obras de Anton Webern, sendo uma das figuras que inspiraram Stravinski a considerar o serialismo uma possível forma de composição.

## Influências artísticas
Stravinski trabalhou com alguns dos artistas mais famosos de seu tempo, muitos dos quais conheceu após alcançar sucesso internacional com O Pássaro de Fogo. Diaguilev foi uma das influências artísticas mais proeminentes do compositor, tendo-o apresentado à composição para o palco e trazendo-lhe fama internacional com seus três primeiros balés. Através dos Ballets Russes e Diaguilev, Stravinski trabalhou com figuras como Vaslav Nijinski, Léonide Massine, Aleksandr Benois, Michel Fokine e Leon Bakst.

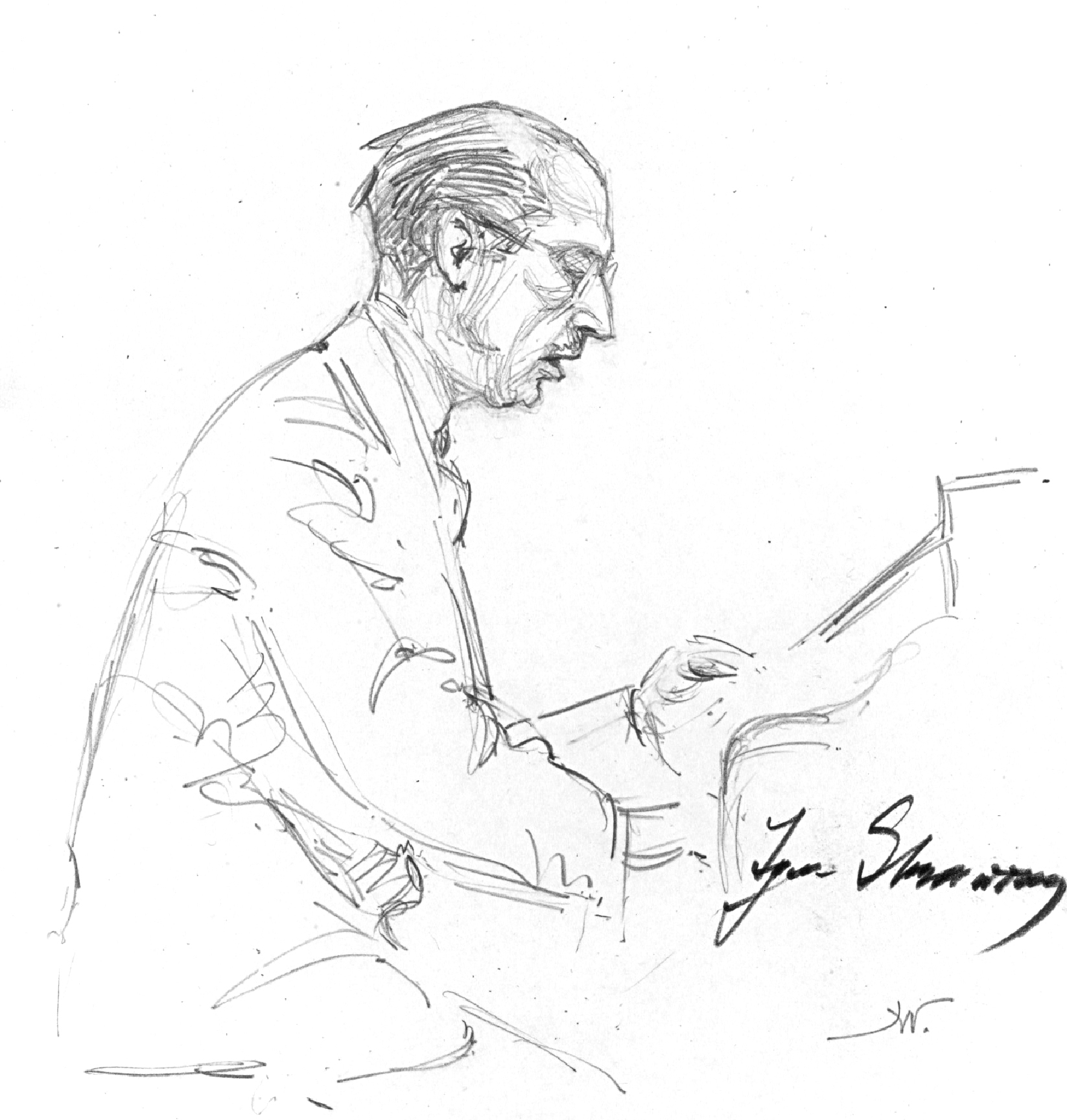
Stravinski desenhado por Hilda Wiener em 1930

O interesse do compositor pela arte o impulsionou a desenvolver um forte relacionamento com Picasso, que conheceu em 1917. Nos anos seguintes, os dois se envolveram em um diálogo artístico no qual trocaram pequenas obras de arte entre si como um sinal de intimidade, que incluía o famoso retrato de Stravinski por Picasso, e um pequeno esboço de música para clarinete de Stravinski. Essa troca foi essencial para estabelecer como os artistas abordariam seu espaço colaborativo em Ragtime e Pulcinella.
Stravinski demonstrou um gosto pela literatura que era amplo e refletia seu desejo constante por novas descobertas. Os textos e fontes literárias para seu trabalho começaram com interesse no folclore russo. Depois de se mudar para a Suíça em 1914, Stravinski começou a reunir histórias populares de várias coleções, que mais tarde foram usadas em obras como Les Noces, Renard, Pribaoutki e várias canções. Muitas das obras de Stravinski, incluindo O Pássaro de Fogo, Renard e L'Histoire du soldat foram inspiradas pela famosa coleção Contos Folclóricos Russos de Alexander Afanasyev. Coleções de música folclórica influenciaram a música de Stravinski; inúmeras melodias de A Sagração da Primavera foram encontradas em uma antologia de canções folclóricas lituanas.
O interesse pela liturgia latina começou logo após Stravinski retornar à igreja em 1926, começando com a composição de sua primeira obra religiosa em 1926, Pater Noster, escrita em eslavo eclesiástico antigo. Mais tarde, ele usou três salmos da Vulgata Latina em sua Sinfonia dos Salmos para orquestra e coro misto. Muitas obras dos períodos neoclássico e serial do compositor usaram (ou foram baseadas em) textos litúrgicos.
Stravinski trabalhou com muitos autores ao longo de sua carreira. Ele trabalhou pela primeira vez com o romancista suíço Charles F. Ramuz em L'Histoire du soldat em 1918, com quem formou a ideia e escreveu o texto. Em 1933, Ida Rubinstein encomendou a Stravinski uma música para um poema de André Gide, que mais tarde se tornaria o melodrama Perséfone. A colaboração Stravinski-Gide foi aparentemente tensa: Gide não gostou de como a música não seguiu a prosódia de seu poema e não compareceu aos ensaios, e Stravinski ignorou muitas das ideias de Gide. Gide mais tarde deixou o projeto e não compareceu à estreia. A história de The Rake's Progress foi concebida pela primeira vez por Stravinski e W. H. Auden, o último dos quais escreveu o libreto com Chester Kallman. Stravinski também fez amizade com muitos outros autores, incluindo T. S. Eliot, Aldous Huxley, Christopher Isherwood e Dylan Thomas, o último dos quais Stravinski começou a trabalhar com uma ópera em 1953, mas parou devido à morte de Thomas.

## Legado
Stravinski é amplamente considerado um dos maiores compositores do século XX. Em 1998, a revista Time o listou como uma das 100 pessoas mais influentes do século. Stravinski não foi reconhecido apenas por sua composição; ele também alcançou fama como pianista e maestro. Philip Glass escreveu na Time: "Ele regeu com uma energia e vivacidade que transmitiam completamente todas as suas intenções musicais. Aqui estava Stravinski, um revolucionário musical cuja própria evolução nunca parou. Não há um compositor que viveu durante seu tempo ou está vivo hoje que não foi tocado, e às vezes transformado, por seu trabalho." Stravinski também era conhecido pela sua orquestração precisa: o crítico Alexis Roland-Manuel escreveu que Stravinski e o compositor francês Maurice Ravel eram os "[dois homens] no mundo que melhor conheciam o peso de uma nota de trombone, os harmónicos de um violoncelo ou de um pp tan tan nas relações de um grupo orquestral com outro."
Stravinski foi notado por seu uso distinto do ritmo, especialmente em A Sagração da Primavera. O ritmo em A Sagração se estendia por compassos e não tinha batidas distintas, o que abriu a porta para compositores futuros tornarem o ritmo mais fluido dentro dos metros. No entanto, muitos viram seu período neoclássico subsequente como um retorno ao passado, enquanto outros compositores tentaram avançar a música moderna. Sua subsequente virada para o serialismo o alienou ainda mais do público, e os acadêmicos viram essa mudança estilística como não inovadora o suficiente, uma vez que acreditavam que a morte de Schönberg também marcou o fim da música dodecafônica. Stephen Walsh relacionou a natureza mutável da música de Stravinski à natureza do compositor: como um exilado de sua Rússia natal, Stravinski se adaptou ao seu ambiente e absorveu a música daqueles ao seu redor. Martha Hyde afirmou que análises mais recentes "julgaram o estilo neoclássico de Stravinski como o prenúncio do pós-modernismo musical". Após sua morte, a importância de Stravinski na música modernista tornou-se evidente: embora muitos estilos modernos tenham rapidamente saído de moda (como a música dodecafônica), a música de Stravinski se destacou como um corpo de engenhosidade única, de acordo com Walsh.
Stravinski influenciou muitos compositores e músicos. Sua música continua a oferecer inspiração e um método único para jovens compositores. As inovações rítmicas em A Sagração da Primavera trouxeram o ritmo para a vanguarda da música moderna em vez da tonalidade, estabelecendo um novo padrão no movimento modernista que compositores futuros como Varèse e Ligeti foram inspirados a inovar. O ritmo e a vitalidade de Stravinski influenciaram muito Aaron Copland e Pierre Boulez, e a combinação de folclore e modernismo encontrada em muitas das obras de Stravinski influenciou Béla Bartók também. As obras menos populares de Stravinski também foram amplamente influentes: a forma desconectada das Sinfonias para Instrumentos de Sopro pode ser vista de forma semelhante em obras posteriores de mestres de vanguarda como Messiaen, Tippett, Andriessen e Xenakis. Stravinski também influenciou compositores como Elliott Carter, Harrison Birtwistle e John Tavener. Além de Craft, seus alunos incluem Earnest Andersson, Armando José Fernandes, Mordecai Seter, Robert Strassburg e Warren Zevon.

## Gravações
A necessidade de dinheiro de Stravinski durante as Guerras Mundiais o levou a assinar muitos contratos com gravadoras para conduzir sua música. Sua exposição precoce à tecnologia de pianolas orientou sua visão de que os discos eram muito inferiores à performance ao vivo, mas agiam como documentação histórica de como suas obras deveriam ser executadas. Como resultado, Stravinski deixou um enorme arquivo de gravações de sua própria música, raramente gravando músicas de outros compositores. Embora a maioria de suas gravações tenha sido feita com músicos de estúdio, ele também trabalhou com a Orquestra Sinfônica de Chicago, a Orquestra de Cleveland, a Orquestra Sinfônica da CBC, a Filarmônica de Nova York, a Orquestra Filarmônica Real e a Orquestra Sinfônica da Rádio da Baviera. Stravinski recebeu cinco prêmios Grammy e um total de onze indicações por suas gravações, com três de seus álbuns sendo introduzidos no Hall da Fama do Grammy. Ele foi postumamente premiado com o Grammy Lifetime Achievement Award em 1987.
Durante sua vida, Stravinski apareceu em vários programas de televisão e documentários. O primeiro, A Conversation with Igor Stravinsky, foi lançado em 1957 pela NBC e produzido por Robert Graff, que mais tarde encomendou e produziu The Flood. O formato de entrevista influenciou posteriormente os vários volumes que Craft escreveu com Stravinski. O documentário Stravinsky do National Film Board of Canada de 1965, dirigido por Roman Kroitor e Wolf Koenig, seguiu Stravinski conduzindo a Orquestra Sinfônica da CBC em uma gravação da Sinfonia dos Salmos, com entrevistas anedóticas intercaladas ao longo do filme. O documentário da CBS de 1966 Portrait of Stravinsky levou o compositor de volta ao Théâtre des Champs-Élysées (onde A Sagração da Primavera estreou) e à sua antiga casa em Clarens, Suíça. Outros documentários capturaram o processo de colaboração entre Balanchine e Stravinski.

## Livros

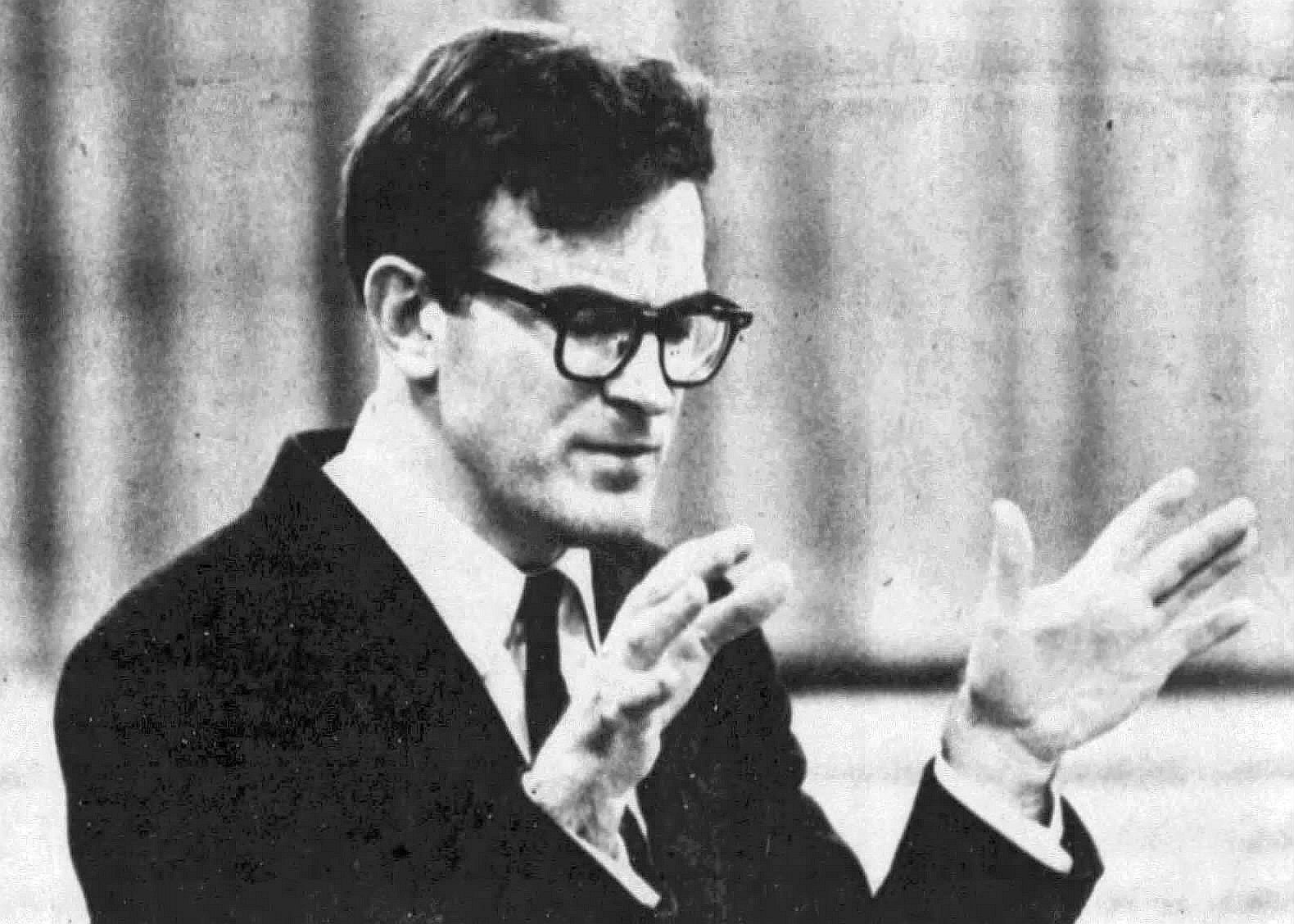
Robert Craft em 1967; Craft ditou e editou seis memórias com Stravinski nos últimos anos do compositor

Stravinski publicou vários livros ao longo de sua carreira. Em sua autobiografia de 1936, Chronicle of My Life, que foi escrita com a ajuda de Walter Nouvel, Stravinski incluiu sua conhecida declaração de que "a música é, por sua própria natureza, essencialmente impotente para expressar qualquer coisa". Com Alexis Roland-Manuel e Pierre Souvtchinsky, ele escreveu suas Palestras Charles Eliot Norton da Universidade Harvard de 1939-40, que foram proferidas em francês e primeiramente reunidas sob o título Poétique musicale em 1942 e então traduzidas em 1947 como Poetics of Music. Em 1959, várias entrevistas entre o compositor e Craft foram publicadas como Conversations with Igor Stravinsky. Mais cinco volumes de formato semelhante foram publicados na década seguinte.
Os livros e artigos estão listados no Apêndice E de Stravinsky: The Composer and His Works, de Eric Walter White, referências em Stravinsky: His Thoughts and Music, de Alicja Jarzębska, e no perfil de Stravinski de Stephen Walsh no Oxford Music Online.

### Autorias
- Stravinsky, Igor (1936). Chronicle of My Life. London: Gollancz. OCLC 1354065 Originalmente publicado em francês como Chroniques de ma vie, 2 vols. (Paris: Denoël et Steele, 1935), posteriormente traduzido (anonimamente) como Chronicle of My Life. Esta edição foi reimpressa como Igor Stravinsky – An Autobiography, com prefácio de Eric Walter White (Londres: Calder and Boyars, 1975) ISBN 978-0-7145-1063-7. Reimpresso novamente como An Autobiography (1903–1934) (Londres: Boyars, 1990) ISBN 978-0-7145-1063-7. Também publicado como Igor Stravinsky – Uma Autobiografia (Nova York: M. & J. Steuer, 1958) e An Autobiography (New York: W. W. Norton, 1962) ISBN 978-0-393-00161-7.
- — (1947). Poetics of Music in the Form of Six Lessons: The Charles Eliot Norton Lectures for 1939–1940. [S.l.]: Harvard University Press. ISBN 978-0-674-67856-9
- —; Craft, Robert (1959). Conversations with Igor Stravinsky. [S.l.]: Doubleday. OCLC 896750 Reimpresso pela University of California Press, 1980. ISBN 978-0-520-04040-3.
- —; — (1960). Memories and Commentaries. [S.l.]: Doubleday. ISBN 978-0-520-04402-9 Reimpresso pela University of California Press, 1981.[w]
- —; — (1962). Expositions and Developments. [S.l.]: Faber and Faber. ISBN 978-0-520-04403-6 Reimpresso pela University of California Press, 1981.
- —; — (1963). Dialogues and a Diary. [S.l.]: Doubleday. OCLC 896750 Reprinted by Faber and Faber, 1986.[x]
- —; — (1966). Themes and Episodes. [S.l.]: Alfred A. Knopf. OCLC 611277
- —; — (1969). Retrospectives and Conclusions. [S.l.]: Alfred A. Knopf. OCLC 896809
- —; — (1972). Themes and Conclusions. [S.l.]: Faber and Faber. Esta é uma edição de um volume de Temas e Episódios (1966) e Retrospectivas e Conclusões (1969), revisados por Ígor Stravinski em 1971. ISBN 978-0-571-08308-4. Reimpresso pela University of California Press, 1982.

### Artigos
- Stravinsky, Igor (29 de maio de 1913).  Canudo, Ricciotto, ed. «Ce que j'ai voulu exprimer dans 'Le sacre du printemps'». Montjoie! (em francês) (2) At DICTECO
- — (15 de maio de 1921). «Les Espagnols aux Ballets Russes». Comœdia (em francês) em DICTECO
- — (18 de outubro de 1921). «The Genius of Tchaikovsky». The Times (Carta Aberta a Diaguilev) (42854). London
- — (18 de maio de 1922). «Une lettre de Stravinsky sur Tchaikovsky». Le Figaro (em francês) em DICTECO
- — (Janeiro de 1924). «Some Ideas about my Octuor». The Arts. VI (1). Brooklyn (em White 1979, pp. 575–577)
- — (1924). «O mych ostatnich utworach». The Muzyka (em polaco) (1). pp. 15–17
- — (1927). «Kilka uwag o tzw. neoklasycyzmie». The Muzyka (em polaco) (12). pp. 563–566
- — (Dezembro de 1927). «Avertissement... a Warning». London. The Dominant (em White 1979, p. 577)
- — (29 de abril de 1934). «Igor Strawinsky nous parle de 'Perséphone'». Excelsior (em francês) em DICTECO
- — (1934). «Moja spowiedź muzyczna» [My Musical Confession]. The Muzyka (em polaco) (2). pp. 56–57
- — (15 de dezembro de 1935). «Quelques confidences sur la musique». Paris. Conferencia (em francês) em DICTECO
- — (28 de janeiro de 1936). «Ma candidature à l'Institut». Paris. Jour (em francês)
- — (1940). Pushkin: Poetry and Music. [S.l.: s.n.] OCLC 1175989080
- —; Nouvel, Walter (1953). «The Diaghilev I Knew». The Atlantic Monthly. pp. 33–36

### Artigos e dissertações
- Benjamin, George (29 de maio de 2013). «How Stravinsky's Rite of Spring has shaped 100 years of music». The Guardian. Consultado em 24 de maio de 2025
- Browne, Andrew J. (Outubro de 1930). «Aspects of Stravinsky's Work». Oxford University Press. Music & Letters. 11 (4): 360–366. ISSN 0027-4224. JSTOR 726868. doi:10.1093/ml/XI.4.360
- Copeland, Robert M. (1982). «The Christian Message of Igor Stravinsky». The Musical Quarterly. 68 (4): 563–579. ISSN 0027-4631. JSTOR 742158. doi:10.1093/mq/LXVIII.4.563
- Craft, Robert (Dezembro de 1982). «Assisting Stravinsky – On a misunderstood collaboration». The Atlantic. pp. 64–74. Consultado em 24 de maio de 2025
- Fredrickson, Lawrence Thomas (1960). Stravinsky's Instrumentation: A Study of his Orchestral Techniques (Dissertation thesis). University of Illinois. Consultado em 24 de maio de 2025
- Glass, Philip (8 de junho de 1998). «The Classical Musician Igor Stravinsky». Time. Consultado em 24 de maio de 2025. Cópia arquivada em 5 de junho de 2022
- Goddard, Scott (Outubro de 1925). «Maurice Ravel: Some Notes on His Orchestral Method». Music & Letters. 6 (4): 291–303. JSTOR 725957. doi:10.1093/ml/VI.4.291
- «Grammy Hall of Fame Awards». Grammy Awards. Consultado em 24 de maio de 2025
- Henahan, Donal (7 de abril de 1971). «Igor Stravinsky, the Composer, Dead at 88». The New York Times. p. 1. Consultado em 24 de maio de 2025. Cópia arquivada em 28 de setembro de 2022
- Holland, Bernard (11 de março de 2001). «Stravinsky, a Rare Bird Amid the Palms; A Composer in California, At Ease if Not at Home». The New York Times. Consultado em 24 de maio de 2025. Cópia arquivada em 24 de março de 2023
- «Igor Stravinsky». Grammy Awards. Consultado em 24 de maio de 2025
- Lengel, Edward G. (22 de abril de 2017). «Igor Stravinsky at the White House». White House Historical Association. Consultado em 24 de maio de 2025
- «Lifetime Achievement Award». Grammy Awards. Consultado em 24 de maio de 2025
- Matthews, David (Inverno de 1971). «Copland and Stravinsky». Tempo (95): 10–14. JSTOR 944065. doi:10.1017/S0040298200026577
- McFarland, Mark (1994). «'Leit-harmony', or Stravinsky's Musical Characterization in The Firebird». Peter Lang. International Journal of Musicology. 3: 203–233. ISSN 0941-9535. JSTOR 24618812
- Mellers, Wilfrid (Verão de 1967). «Stravinsky and Jazz». Tempo (81): 29–31. JSTOR 943884. doi:10.1017/S0040298200034525
- «Music from Earth». Jet Propulsion Laboratory. NASA. Consultado em 24 de maio de 2025
- Nandlal, Carina (22 de maio de 2017). «Picasso and Stravinsky: Notes on the Road from Friendship to Collaboration». Monash University. Colloquy (22): 81–88. doi:10.4225/03/5922784a722cd
- Predota, Georg (17 de março de 2021). «Stravinsky's Literary Sources». Interlude. Consultado em 24 de maio de 2025
- Schiff, David (Setembro de 1995). «Unreconstructed Modernist». The Atlantic. Consultado em 24 de maio de 2025
- Simeone, Lisa; Craft, Robert; Glass, Philip (1999). «Igor Stravinsky». Performance Today. National Public Radio. Consultado em 24 de maio de 2025
- Straus, Joseph N. (Abril de 1999). «Stravinsky's 'Construction of Twelve Verticals': An Aspect of Harmony in the Serial Music». Music Theory Spectrum. 21 (1): 43–73. JSTOR 745920. doi:10.2307/745920
- Szabo, Kyle (2011). The evolution of style in the neoclassical works of Stravinsky (Dissertation thesis). James Madison University. Consultado em 24 de maio de 2025
- Taruskin, Richard (Outono de 1980). «Russian Folk Melodies in The Rite of Spring». University of California Press. Journal of the American Musicological Society. 33 (3): 501–543. ISSN 0003-0139. JSTOR 831304. doi:10.2307/831304
- Taruskin, Richard (25 de outubro de 1998). «Bartok and Stravinsky: Odd Couple Reunited?». The New York Times. p. 33. Consultado em 24 de maio de 2025
- «Time 100 Persons Of The Century». Time. 14 de junho de 1999. Consultado em 24 de maio de 2025
- Wilson, Elizabeth (2017). «Rostropovich Encores». Hyperion Records. Consultado em 8 de junho de 2024
- Zak, Rose A. (1985). «'L'Histoire du soldat': Approaching the Musical Text». Mosaic: An Interdisciplinary Critical Journal (em inglês). 18 (4): 101–107. ISSN 0027-1276. JSTOR 24778812
- Zinar, Ruth (Outono de 1978). «Stravinsky and His Latin Texts». College Music Society. College Music Symposium. 18 (2): 176–188. ISSN 0069-5696. JSTOR 40373983